# 순비 노씨
순비 노씨(順妃 盧氏, ? ~ 1394년)는 고려 공양왕의 왕비이다.

## 생애
창성군 노진의 딸로, 본관은 교하(交河)이고, 경산 출신이다. 1389년 남편 정창부원군이 이성계 일파에 의해 왕(공양왕)으로 추대되자 그녀 역시 왕비가 되었다. 공양왕은 노씨를 위해 의덕부를 설치하고 관속을 두었다. 소생으로는 세자 왕석과 숙녕, 정신, 경화궁주가 있다. 그녀는 이성계 일파에 의해 폐위된 뒤 남편인 공양왕과 함께 원주, 고성, 삼척 등지로 유배되었다. 1394년 공양왕이 사약을 받을 때 함께 사사되었다.. 남편과 함께 물에 투신자살 했다는 이야기도 있다. 순비 노씨의 능은 공양왕릉과 함께 경기도 원당과 강원도 삼척에 있다.

## 가계
- 조부: 노책(盧頙) 경양부원군(慶陽府院君)
- 조모: 경녕옹주(慶寧翁主) 평양공(平陽公) 왕현(王昡)과 순비 허씨의 딸
  - 아버지 : 노진(盧稹, 생년 미상 ~ 1376년)
  - 어머니 : 명의비 홍씨(明懿妃 洪氏)
    - 남편 : 공양왕 (1345년 ~ 1394년, 재위: 1389년 ~ 1392년) - 고려의 제34대 왕
      - 아들 : 정성군(定城君, 생년 미상 ~ 1394년)
      - 딸 : 숙녕궁주(肅寧宮主)
      - 딸 : 정신궁주(貞信宮主, 생년 미상 ~ 1421년)
      - 딸 : 경화궁주(敬和宮主)

## 순비 노씨가 등장한 작품
- 《개국》(KBS, 1983년~1983년 배우:장희진)
- 《추동궁 마마》 (MBC, 1983년~1983년, 배우: 김영애)
- 《용의 눈물》 (KBS, 1996년~1998년, 배우: 강경헌)